# Alpen-Mutterwurz
Die Alpen-Mutterwurz (Mutellina adonidifolia (J.Gay) Gutermann, Synonym: Ligusticum mutellina (L.) Crantz), auch Adonisblättrige Mutterwurz genannt, ist eine Pflanzenart innerhalb der Familie der Doldenblütler (Apiaceae).
Sie besitzt viele Volksnamen: Muttern (Muttere, Mutteri, Mutterne, Mutteli u. ä.), Madaun (Mataun, Matau, Madau, Padaun u. ä.; vgl. Madautal in Lechtaler Alpen), Mutterkraut, Gamskraut, Nidelbrod, Rohmblume, Rohmzonne, Bärenfenchel, Bär(en)wurz, Kopriz, Alpen-Liebstock u. a. Die Alpen-Mutterwurz kommt als gute Futterpflanze und einst bekannte Arzneipflanze (Volksmedizin) auch oft in Alpensagen und Almsegensprüchen vor.

## Beschreibung

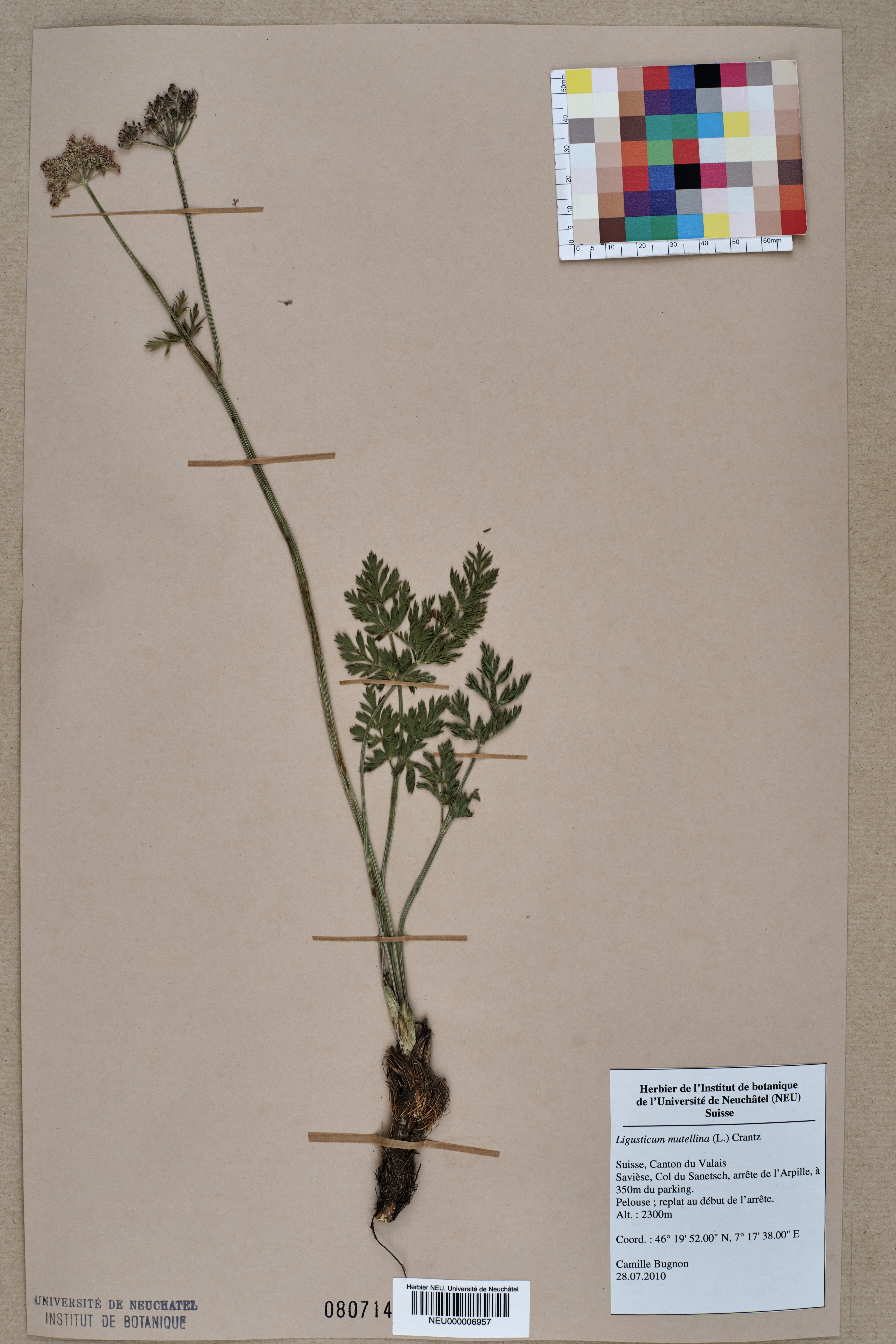
Habitus (Herbarexemplar) Bitte keine Pflanzenteile aus Naturbeständen entnehmen!

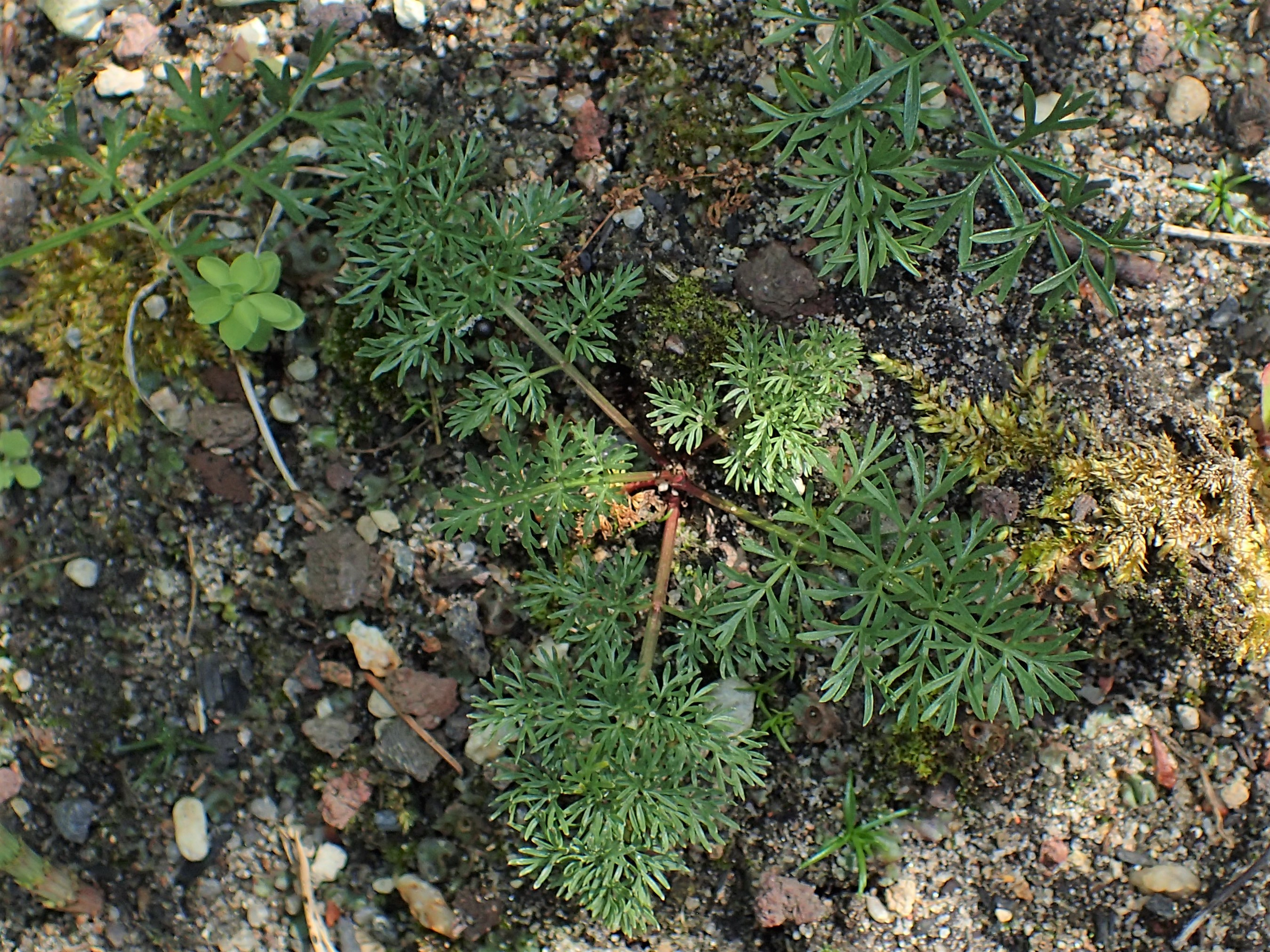
Grundständige Laubblätter

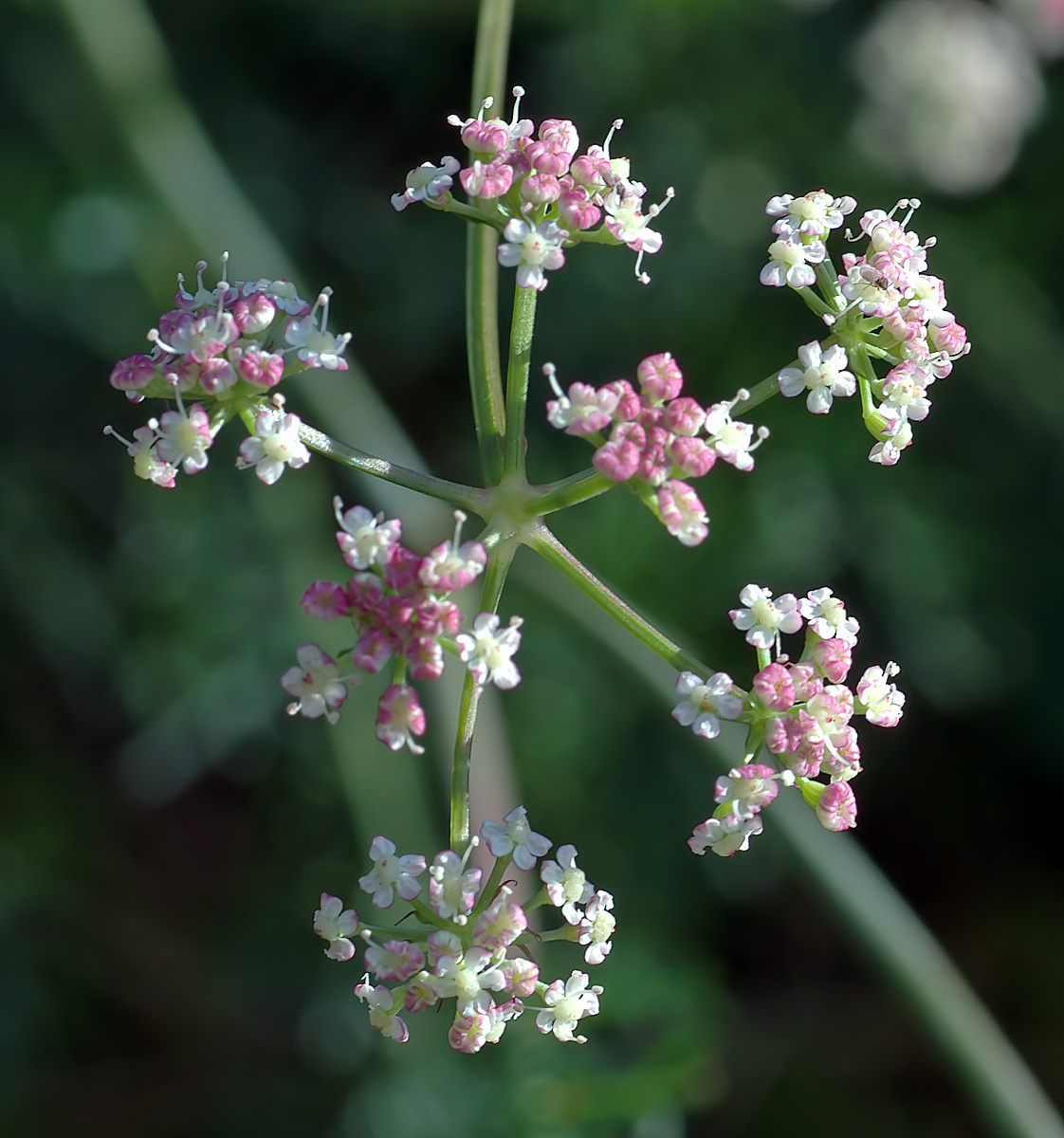
Nahaufnahme eines doppeldoldigen Blütenstands

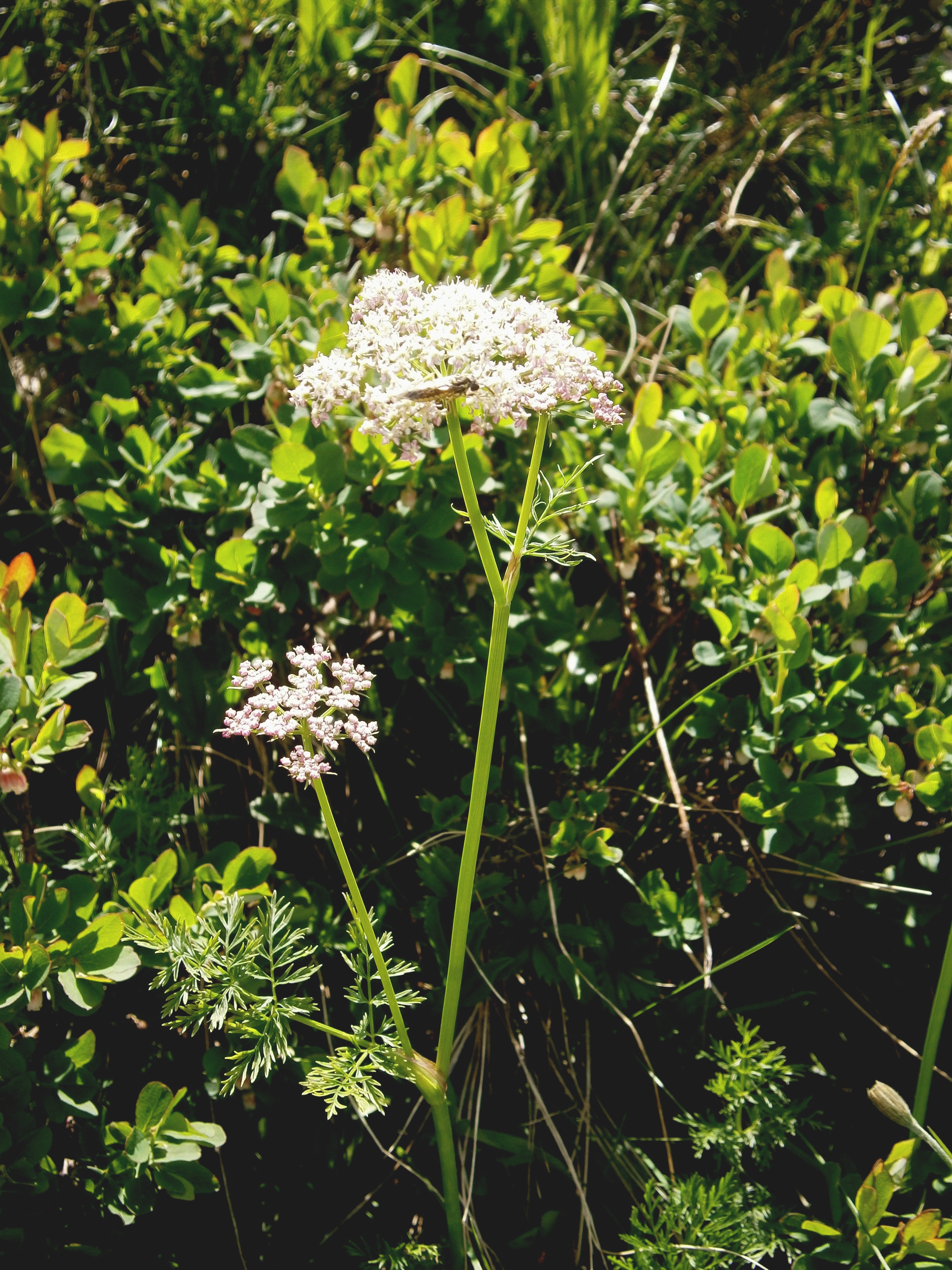
Doppeldoldiger Blütenstand

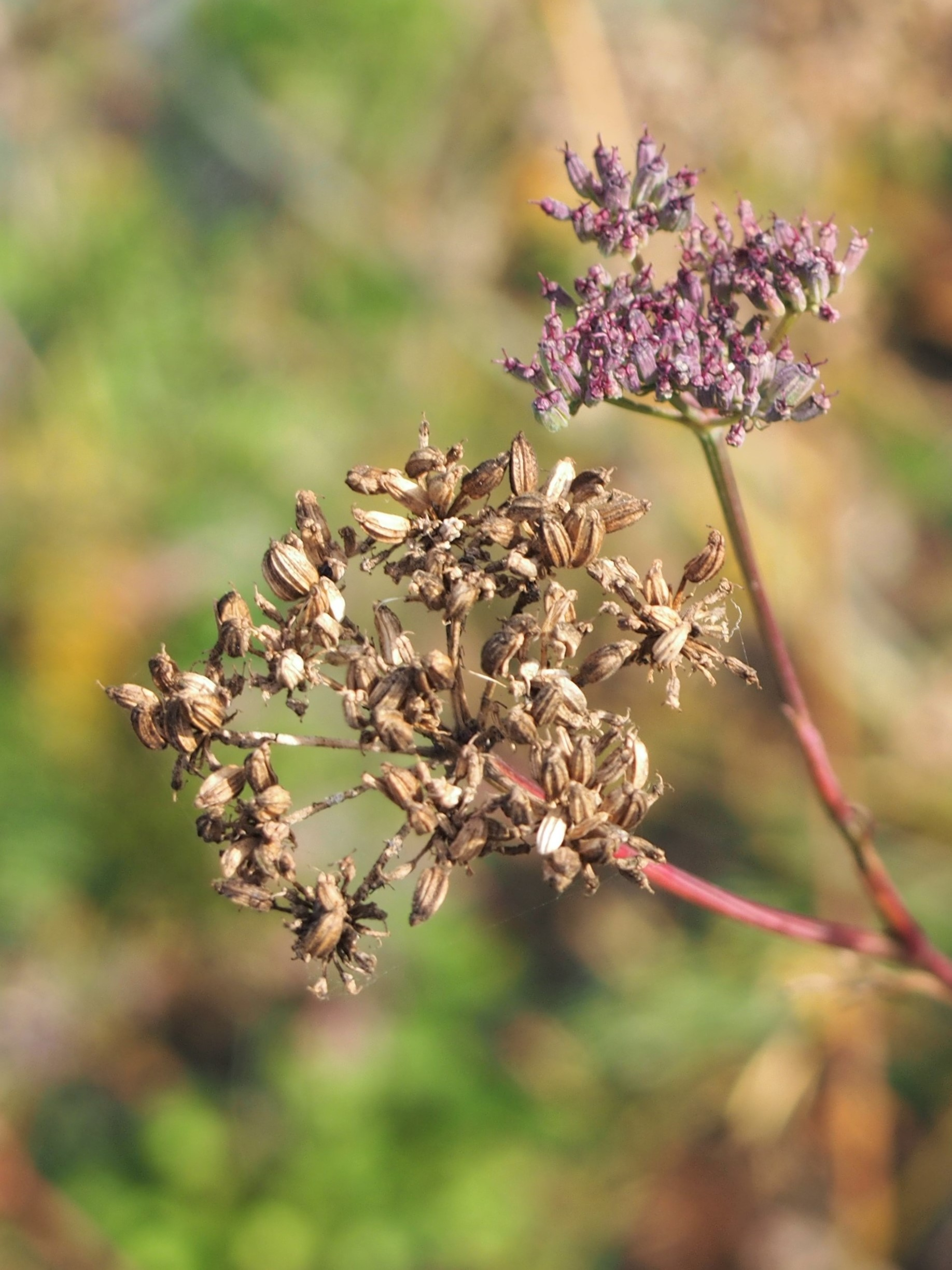
Fruchtstand

### Vegetative Merkmale
Die Alpen-Mutterwurz wächst als mehrjährige krautige Pflanze und erreicht Wuchshöhen von meist 10 bis 50 (5 bis 80) Zentimetern. Der Stängelgrund besitzt einen typischen dichten Faserschopf. Der aufrechte Stängel ist im unteren Bereich rund und oben oft zunehmend kantig. Die Pflanze wurzelt bis über 1 Meter tief. Die Pflanzenteile duften aromatisch, dieser Duft bleibt selbst noch im Heu enthalten.
Laubblätter sind überwiegend grundständig angeordnet; aber auch der Stängel besitzt meist ein oder zwei kleinere Laubblätter. Die grundständigen Laubblätter sind lang gestielt; die stängelständigen sind kleiner und weniger stark zerteilt und auf den länglichen oft etwas gedunsenen Blattscheiden sitzend. Die Blattspreiten sind im Umriss dreieckig und doppelt bis dreifach gefiedert. Die Blattzipfel letzter Ordnung sind meist bei einer Länge von nur 3 bis 5 Millimetern sowie einer Breite von 0,5 bis 1,5 Millimetern schmal-linealisch bis linealisch-lanzettlich,.

### Generative Merkmale
Die Blütezeit reicht von Juni und August. Der doppeldoldige Blütenstand besitzt im Gegensatz zur Zwerg-Mutterwurz (Pachypleurum  mutellinoides) keine (oder ein bis zwei hinfällige und ganzrandige) Hüllblätter und ist 7- bis 10-, selten bis zu 15-strahlig. Die Doldenstrahlen sind 1 bis 2, selten bis zu 3 Zentimeter lang und kantig gefurcht. Die drei und mehr Hüllchenblätter sind lanzettlich, hautrandig und etwa so lang wie die Blütenstiele; sie sind auf der äußeren Seite der Döldchen stärker entwickelt.
Die zwittrige Blüte ist fünfzählig. Die etwa 3 Millimeter großen Blütenkronen sind selten weiß, in der Regel jedoch purpurfarben bis rosafarben/rot. Die fünf Kronblätter sind bei einer Länge von 1 bis 1,5 Millimetern elliptisch oder verkehrt-eiförmig mir nicht oder kaum ausgerandetem oberen Ende. Die Griffel sind zuletzt etwa 1 Millimeter lang.
Die stets gerippte, bräunliche, glatte und kahle Frucht ist 4 bis 6 Millimeter lang und etwa 2,5 Millimeter dick.
Die Chromosomenzahl beträgt 2n = 22.

## Ökologie
Als Blütenbesucher wurden 32 Arten von Dipteren, fünf Arten der Hymenopteren, neun Schmetterlingsarten und fünf Arten von Käfern beobachtet.
Die Alpen-Mutterwurz ist Wirtspflanze für die Pilzarten Protomyces macrosporus, Plasmopara nivea, Puccinia mamillata, Triphragmium echinatum, Nectria tuberculariiformis, Mycosphaerella umbelliferarum, Pyrenophora chrysospora und Rhabdospora cercosperma.

## Vorkommen
Mutellina adonidifolia kommt in den Gebirgen Süd- und Mitteleuropas, beispielsweise den Alpen vor. Es gibt Fundortangaben für Frankreich, Deutschland, die Schweiz, Italien, Österreich, Liechtenstein, Polen, Tschechien, die Slowakei, Slowenien, Kroatien, Serbien, Montenegro, Nordmazedonien, Bulgarien, Rumänien und die Ukraine.
Die Alpen-Mutterwurz gedeiht meist auf frischen Böden in fetten Weiderasen, Karfluren, Hochstaudenfluren, basenreichen Silikatfelsen und in Schneetälchen in Höhenlagen von 1100 bis 3000 Metern. In den Allgäuer Alpen steigt sie in Bayern an der Großen Steinscharte bis in eine Höhenlage von 2250 Meter auf. Im Aostatal erreicht sie 3000 Meter und in Graubünden in der Berninagruppe 3020 Meter.
In Mitteleuropa kommt sie vor allem in Pflanzengesellschaften der Klasse Salicetea herbaceae vor, aber auch in feuchten Nardeten oder in Pflanzengesellschaften der Verbände Caricion ferrugineae, Caricion davallianae oder im Adenostylion.
Die ökologischen Zeigerwerte nach Landolt et al. 2010 sind in der Schweiz: Feuchtezahl F = 3+w (frisch aber mäßig wechselnd), Lichtzahl L = 4 (hell), Reaktionszahl R = 2 (sauer), Temperaturzahl T = 1+ (unter-alpin, supra-subalpin und ober-subalpin), Nährstoffzahl N = 3 (mäßig nährstoffarm bis mäßig nährstoffreich), Kontinentalitätszahl K = 2 (subozeanisch).

## Taxonomie
Die Erstveröffentlichung erfolgte 1753 unter dem Namen Phellandrium mutellina durch Carl von Linné in Species Plantarum, Tomus I, Seite 255. Diese Art wurde 1767 durch Heinrich Johann Nepomuk Edler von Crantz in Stirpium Austriacarum Fasciculus, Band 3, Seite 81 als Ligusticum mutellina (L.) Cr. in die Gattung Ligusticum gestellt. In einer Gattung Mutellina heißt diese Art Mutellina adonidifolia (J.Gay) Gutermann. Weitere Synonyme von Ligusticum mutellina (L.) Cr. sind Oenanthe purpurea Poir., Mutellina purpurea Reduron, Charpin & Pimenov, Meum adonidifolium J. Gay und Ligusticum mutellina subsp. adonidifolium (J.Gay) Beauverd.
Nach molekulargenetisch gestützten Daten durch Valiejo-Roman et al. 2006 ist die Gattung Mutellina von der Gattung Ligusticum sowie Pachypleurum zu trennen.

## Nutzung

### Futterpflanze
Die Alpen-Mutterwurz gehört zusammen mit dem Alpen-Rispengras (Poa alpina) zu den besten Futterpflanzen der Alpen. In jungem Zustand ist sie reich an Roheiweiß und Fetten. Für das Vieh ist es eine gute Nahrungs- und Heilpflanze. Sie fördert die Milchleistung und -güte und wirkt im Darm erwärmend, hilft bei Koliken und schützt vor Erkältungen.
Albrecht von Haller bringt 1729 in seinem Gedicht „Die Alpen“ die Wertschätzung der „Muttern“ so zum Ausdruck:
Dort drängt ein träger Schwarm von schwer beleibten Kühen,
Mit freudigen Gebrüll, sich am betauten Steg;
Sie irren langsam hin, wo Klee und Muttern blühen,
Und mach'n das zarte Gras mit scharfen Zungen weg.

### Verwendung in der Küche
Die Verwendung ist ähnlich frischer Petersilie. Außerdem wird sie zum Würzen von Käse genutzt. Der Extrakt der Wurzel ist fester Bestandteil von zahlreichen Kräuterlikören und -schnäpsen. Auch die als „Bärwurz“ bekannte Spirituose aus dem Bayerischen Wald verdankt bei einigen Herstellern ihr charakteristisches Aroma der Alpen-Mutterwurz und nicht der Bärwurz (Meum athamanticum), wie oft fälschlich behauptet wird.

### Volksmedizin
Die intensiv aromatischen unterirdischen Pflanzenteile wurden in der Volksmedizin früher bei Blähungen, Verstopfungen, Leber-, Nieren- und Blasenleiden sowie bei zahlreichen Frauenerkrankungen verwendet. Der Absud des Krautes galt als magenstärkend. Den ätherischen Ölen der Alpen-Mutterwurz wurde eine appetitanregende Wirkung zugeschrieben.
Im Mittelalter wurden die berühmten „Deutschen Bezoar- oder Gemskugeln“ als Arzneimittel verwendet. Sie wurden im Magen der Gämsen gefunden und bestanden aus zusammengeballten Resten des unverdaulichen Faserschopfs der Alpen-Mutterwurz.